# Ectropis bergmanaria
Ectropis bergmanaria là một loài bướm đêm trong họ Geometridae.